# Die Minstrels
 (janvier 2020).
Die Minstrels était un groupe de musique suisse auquel ont contribué Daniel « Dani » Fehr (piano, banjo), Mario Feurer (violon) et Pepe Solbach (guitare, voix).

## Histoire
Le groupe s'est constitué en 1967 à Zurich, d'abord en tant que musiciens itinérants en costume de Minnesänger se produisant dans les restaurants de Zurich avec un répertoire de folk, blues et musique populaire suisse.
Une émission télévisée à Saint-Gall, en octobre 1969, l'a fait soudain connaître avec la chanson Grüezi wohl, Frau Stirnimaa! qui entre quelques jours plus tard dans le hit-parade suisse en deuxième position. La chanson a tenu dix-sept semaines consécutives dans le top 10, dont dix semaines à la première place. Elle s’est également classée en Allemagne (troisième place) et en Autriche (cinquième place) et s’est vendue à 1,5 million d'exemplaires dans 27 pays.
Le groupe a donné de nombreux concerts et joué dans des films et téléfilms, notamment pour un concert disco dans Was ist denn bloß mit Willi los? dans lequel Willis (Heinz Erhardts) est la logeuse (sic) de Mme Stirnimaa, interprétée par Helen Vita.
Le groupe n'a pu continuer sur sa lancée à la suite du succès commercial de Grüezi wohl, Frau Stirnimaa!. En 1970 le single Hopp de Bäse! arrive à la 2e place en Suisse mais n'y reste que quatre semaines. En 1974, le groupe se sépare. Le morceau Grüezi wohl, Frau Stirnimaa! apparaît sur plusieurs compilations de musique festive. En 2001, le titre est ré-édité dans une version remix par Carlos Perón, membre fondateur du groupe Yello.

## Activités ultérieures
Mario Feurer s'est retiré de la scène musicale[réf. nécessaire].
Pepe Solbach a fondé avec Dodo Hug et Christoph Marthaler le groupe de théâtre expérimental Tarot et a composé la musique du film De Grotzepuur.
Seul Fehr est toujours actif avec le trio de musique folk Gad'ase.

## Discographie

### Albums
- 1971 : Chrüsimüsi
- 1976 : Grüezi wohl, Frau Stirnimaa

### Singles
- 1969 : Grüezi wohl, Frau Stirnimaa!
- 1970 : Hopp de Bäse!
- 1970 : Dodo

## Filmographie
- 1970 : Was ist denn bloß mit Willi los? (de)

## Position dans les Hit-parades
|           | position | durée       |
| Allemagne | 3e       | 8 semaines  |
| Autriche  | 5e       | 8 semaines  |
| Suisse    | 1er      | 17 semaines |

|        | position | durée      |
| Suisse | 2e       | 4 semaines |